# Ardaburio Aspare
Flavio Ardaburio Aspare (latino: Flavius Ardaburius Aspar; 400 – 471) è stato un generale romano di stirpe alana, magister militum dell'Impero romano d'Oriente nel V secolo.

## Biografia
Aspare nacque attorno all'anno 400. Suo padre era Ardaburio, un alano che raggiunse il rango di magister militum praesentialis dell'esercito romano d'Oriente. Nel 424 l'imperatore di Costantinopoli Teodosio II inviò un esercito al comando di Ardaburio in Italia, per deporre Giovanni Primicerio, che aveva usurpato il trono dell'Impero romano d'Occidente. Aspare partecipò alla campagna e guidò la conquista di Aquilea nel 425. Lo stesso anno si scontrò con un'armata guidata da Aezio, generale d'Occidente; la battaglia ebbe esito incerto, ma siccome Giovanni era già stato catturato e giustiziato da Ardaburio, Aezio scese a patti con i romani d'Oriente e riconobbe Valentiniano III, il candidato di Teodosio II, come nuovo Augusto d'Occidente e si pose al suo servizio come comes.
Dal 431 al 434 Aspare combatté i Vandali, che avevano invaso la provincia d'Africa. Nel 434 fu nominato console. Negli anni '40 del V secolo fu impegnato nelle guerre che l'impero romano d'Oriente combatté contro gli Unni e i Sasanidi. Come ex-console e magister militum di successo, Aspare si guadagnò un ruolo di primo piano nelle politiche di Costantinopoli. Pare che alla morte di Teodosio II gli fu offerto di diventare imperatore, ma che rifiutò, preferendo sostenere invece Marciano, un militare che aveva prestato servizio al suo comando. Nel 450 Marciano salì al trono dopo aver sposato Elia Pulcheria, sorella di Teodosio II.
Nel 457 Aspare divenne magister militum praesentialis. Nello stesso anno, alla morte di Marciano, Aspare riuscì nuovamente ad imporre un candidato al trono di sua scelta, Leone, contro il pretendente Antemio, genero di Marciano, nonostante Leone aderisse al credo niceno mentre Aspare fosse ariano.  Il magister militum fece imporre il proprio figlio Patrizio come Cesare, immaginandolo come prossimo imperatore, e chiese a Leone di fargli sposare sua figlia Leonzia. Alla notizia scoppiò un tumulto all'ippodromo di Costantinopoli, guidato da un certo Marcello, capo dei monaci acemeti, scandalizzato dalla prospettiva che un ariano sarebbe salito al trono; la protesta fu placata dalla promessa che Patrizio si sarebbe convertito prima del matrimonio.
Sia Leone sia, prima di lui, Marciano furono regnanti energici, che mal tolleravano i tentativi di Aspare di influenzare la loro politica. Per emanciparsi dal suo controllo, Leone favorì un suo rivale, l'isaurico Zenone, e costituì una nuova guardia personale, gli excubitores. Con l'accusa di alto tradimento, l'imperatore fece destituire Ardabur, un altro figlio di Aspare. Quest'ultimo restava però intoccabile, avendo cumulato tutte le massime cariche dell'impero (consularis, patricius e princeps senatus), oltre ad essere ancora il padre dell'erede designato al trono. Alla fine, nel 471, Aspare e i suoi due figli caddero vittima di una congiura ordita dallo stesso imperatore Leone, che li fece uccidere nel proprio palazzo. Lo storico Candidus riporta che Patrizio riuscì a sopravvivere a stento. Secondo Giovanni Malalas il cadavere del magister militum fu fatto a pezzi e portato via dal palazzo imperiale di nascosto. Il seguito di Aspare tentò di vendicarlo, ma gli excubitores riuscirono a sconfiggerli.
Aspare fu insegnante di Teodorico il Grande, successivamente re degli Ostrogoti e d'Italia. Una cisterna a lui attribuita esiste ancora a Istanbul.